# ميلان بافليتشيتش
ميلان بافليتشيتش هو لاعب كرة قدم كرواتي في مركز الهجوم، ولد في 20 ديسمبر 1980 في أوسييك في كرواتيا. شارك مع منتخب كرواتيا تحت 20 سنة لكرة القدم. أما مع النوادي، فقد لعب مع رادنيتشكي نيش ونادي أوسييك ونادي فاراجدين ونادي مول فيهيرفار.

## وصلات خارجية
- ميلان بافليتشيتش على موقع اتحاد كرواتيا (الكرواتية)
- ميلان بافليتشيتش على موقع قاعدة بيانات كرة القدم.إي يو (الإنجليزية)
- ميلان بافليتشيتش على موقع Soccerway.com (الإنجليزية)